# مركب كلور عضوي
مركبات الكلور العضوية هي مركبات عضوية تحوي على الأقل رابطة تساهمية واحدة بين ذرتي الكربون وكلور C-Cl. بالتالي هي صنف من الهاليدات العضوية، والتي تكون فيها المستبدلات الكلورية في الهيدروكربونات مسبباً لتغير الخواص الكيميائية والفيزيائية للجزيء، ويطلق على تلك المركبات حينها اسم كلوريد عضوي. يمكن أن تكون الكلوريدات العضوية أليفاتية (ألكانات كلورية/ألكينات كلورية/ألكاينات كلورية) أو عطرية (مرنبطة بحلقة بنزين).
للكلوريدات العضوية العديد من التطبيقات الصناعية (خاصة في صناعة المبيدات)، ولكن تأثيرها البيئي والحيوي كبير أيضاً. بالمقابل يوجد عدد من مركبات الكلور العضوية التي تنتج طبيعياً من بعض الكائنات الحية.